# Saint-Marc
För andra betydelser, se Saint-Marc (olika betydelser).
Saint-Marc (på haitisk kreol: Sen Mak) är en hamnstad i västra Haiti i departementet Artibonite. Folkmängden beräknades till 122 747 invånare år 2009. En stor del av Haitis städer ligger nära hamnen i Saint-Marc, vilket är en av orsakerna till att hamnen blivit den största i landet. 
Mellan Saint-Marc och huvudstaden Port-au-Prince går en 100 km lång järnväg byggd 1905 av Compagnie Nationale.